# Georges V Soureniants
Georges ou Gevork V Sourenian(ts) (en arménien : Գևորգ Ե Սուրենյան(ց)) est catholicos de l'Église apostolique arménienne de 1911 à 1930. Sous son catholicossat se déroulent le génocide arménien et la soviétisation de l'Arménie.

## Biographie
Gevork naît en 1846 à Tiflis, dans l'Empire russe.
Gevork V succède le 13 décembre 1911 au catholicos Matteos II. À l'origine d'une pétition demandant, à la veille de la Première Guerre mondiale la mise en œuvre de réforme en Arménie ottomane, c'est également lui qui désigne Boghos Nubar Pacha à la tête de la délégation arménienne auprès de la Triple-Entente. Il tente en outre mais en vain d'alerter le monde du génocide en cours dans l'Empire ottoman par un appel en date du 27 avril 1915.
Il doit ensuite faire face dès 1920 à la soviétisation de la Première république d'Arménie, qui l'épargne relativement, et refuse dans un premier temps de reconnaître le nouveau régime. Mais le catholicos s'isole peu à peu et finit par laisser l'exercice de ses fonctions à l'archevêque Khorène Mouradbekian.
On observe sous son catholicossat un rapprochement avec le catholicossat arménien de Cilicie quand en 1925, les représentants de celui-ci sont autorisés à prendre part à l'élection du catholicos de tous les Arméniens.
Khorène lui succède à sa mort, le 8 mai 1930, en tant que locum tenens dans un premier temps.